# Jan II van Wassenaer

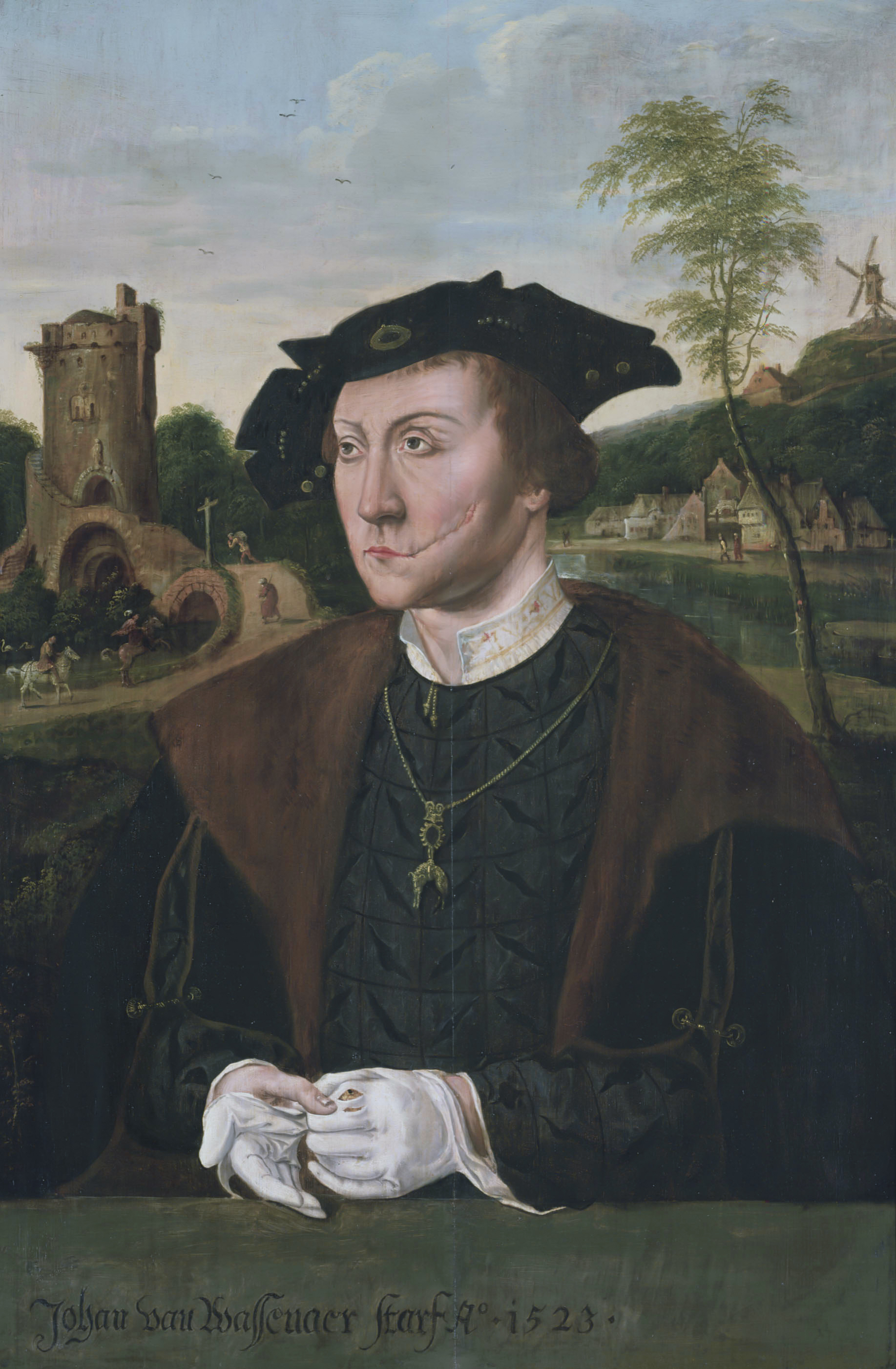
Jan II van Wassenaer, naar Jan Mostaert (1520-1522)

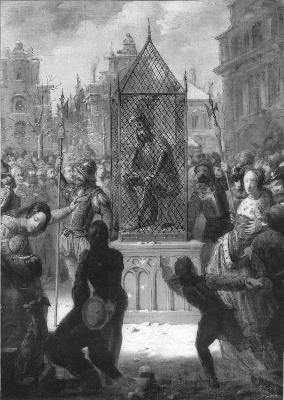
Jan van Wassenaar tentoongesteld in een ijzeren kooi (1512), tekening door Barend Wijnveld.

Jan II van Wassenaer (1483 - Leeuwarden, 4 december 1523) was een krijgsheer in dienst van de Habsburgers en de laatste burggraaf van Leiden.

## Levensloop
Jan II was een zoon van Jan I van Wassenaer (1427 - 1 augustus 1496), die heer was van Wassenaar en burggraaf van Leiden.
Hij streed in 1509 in het keizerlijke leger tijdens het beleg van Pavia en raakte gewond aan zijn kaak en verloor zeven tanden. In de ziekenboeg kwam keizer Maximiliaan van Oostenrijk hem persoonlijk bezoeken. Samen met andere edelen en met de Deense koning vocht hij ook tegen de vrijstad Lübeck.
In 1511 trouwde hij met Josina van Egmond (dochter van Jan III van Egmont). Voor zover bekend kregen ze twee dochters: Maria ( - 1544) en Margaretha ( - 1556 of 1557). Hij kreeg ook een buitenechtelijke zoon: Andries van Wassenaar (1517 - 1597), die gehuwd was met Digna van Brakell. Maria trouwde met Jacob van Ligne en na Jans dood gingen de Wassenaarse bezittingen inclusief het burggraafschap van Leiden over op de familie De Ligne.
In 1512 versloeg hij met 200 ruiters en 600 voetsoldaten de Gelderse troepen bij Jutphaas. Al won hij de slag bij Jutphaas, hij werd later die dag in een hinderlaag gevangen genomen door de Geldersen en waarschijnlijk naar Wageningen gevoerd en daarna naar Hattem. Hij bracht daarna twee jaar door in een kooi bevestigd aan een katrol aan een van de stadstorens van de Dikke Tinne, waarbij hij regelmatig werd tentoongesteld aan het publiek. In 1514 kwam hij pas weer vrij, na een losgeld betaling van 20.000 ponden
Op 6 november 1516 werd hij tot ridder van het Gulden Vlies geslagen en tot stadhouder van Friesland benoemd. In hetzelfde jaar arriveerde hij met een leger bij Harlingen en belegerde hij Dokkum. Hij was in 1520 aanwezig bij de kroning van Karel V.
In 1523 werd hij bevelhebber in Friesland en 26 juni 1523 nam hij de stad Workum in. Begin december 1523 belegerde hij de stad Sloten. Volgens een legende controleerde hij de wachtposten en verscheen er een wit geklede vrouw die riep Hier en nergens anders zult gij omkomen. De volgende dag raakte hij gewond door een musketkogel in zijn arm. Daaraan bezweek hij op 4 december 1523 in Leeuwarden. Hij ligt begraven in de Kloosterkerk in Den Haag.

## Voetnoten
1. ↑  H.G.A. Obreen, geschiedenis van het geslacht Wassenaar, blz 40-41
2. ↑  Ernst-Jan Munnik schreef: Oppassen met dit boek. Niet alleen staan veel afstammelingen in mannelijke lijn er
niet in, maar bovendien zijn de vroegste generaties onbetrouwbaar. De door Vleer veronderstelde aansluiting bij het bekende Hollandse adellijke geslacht Van Wassenaar berust geheel op fantasie.

- Biografisch Portaal: 55870829
- Digitale Bibliotheek voor de Nederlandse Letteren: wass102
- Gemeinsame Normdatei: 132275783
- Virtual International Authority File: 52845278
- WorldCat: E39PBJrRhwKWJRTV4DCXgQQrMP